# Nube mastodóntica

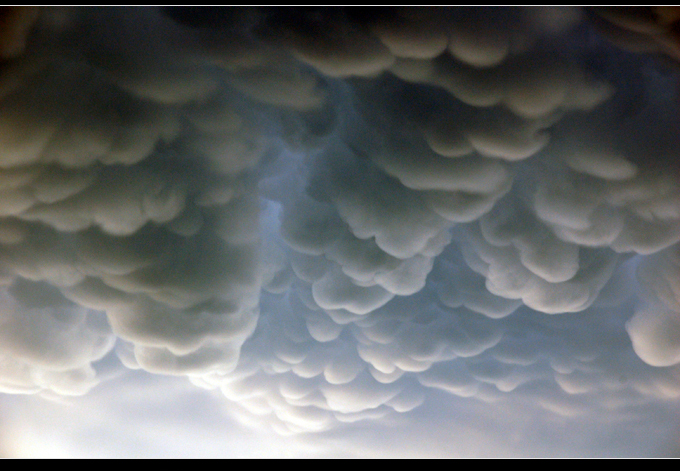
Nubes mammatus.

 Una nube mastodóntica, mammatus (o mamma) es un término meteorológico aplicado a un patrón de célula que amontona masas de nubes en su base, desarrollando cúmulos o cumulonimbos, y, también en altocúmulos, altoestratos, estratocúmulos, y aún cirros. Su color es normalmente gris azulado, el mismo que el de la nube huésped, pero iluminada directamente por el sol. Otras nubes pueden causar una coloración de rojiza hacia dorada. Las mammatus pueden persistir desde minutos a horas, difuminándose y desapareciendo en ese tiempo.
Teóricamente no son nubes, sino ciertas formaciones que aparecen en la base de otras nubes, normalmente cumulonimbos, justo por debajo de su forma de yunque. Se forman cuando el aire frío desciende y se une al aire cálido ascendente, marcando el límite entre un aire fresco y estable y otro más inestable y cálido.
Las mammatus solamente se presentan donde hay fenómenos de oclusión, por lo que la nube de tormenta (generalmente, un cumulonimbo) queda aislada en altura, sin corrientes ascendentes ni descendentes importantes, por lo que la caída de gotas de agua se ve impedida por el aire extremadamente seco y cálido que asciende ligeramente hasta cierta altura impidiendo la formación de lluvia. Este proceso puede desencadenar un fenómeno de lluvia débil que no llega a la superficie terrestre. Los cumulonimbos mammatus pueden estar más de 35 km fuera de una tormenta. La atmósfera acompaña con humedad e inestabilidad media y alta, y por debajo una capa baja muy seca. Una corriente ascendente, aunque muy débil, debe ocurrir, moldeando las típicas formas de mammatus (mamas). 
Estas formaciones fueron descritas, en 1894, por William Clement Ley.
Estos fenómenos meteorológicos tienen lugar más frecuentemente en las Grandes Llanuras como las encontradas en Norteamérica y las llanuras Sudamericanas, como la chaqueñas y Pampeanas.
Las mammatus suelen formarse más frecuentemente en tiempo caluroso. Y, es frecuente la aparición de mammatus durante los tornados. Y, al contrario de la creencia común, las mammatus no son precursoras de los tornados, sino posibles subproductos. .
Es muy común en las tormentas productoras de mammatus producir fuertes corrientes ascendentes y tormentas eléctricas; los navegadores aéreos deben evitar escrupulosamente atravesar tormentas con mammatus.